# Indie na Mistrzostwach Świata w Lekkoatletyce 2009
Indie na Mistrzostwach Świata w Lekkoatletyce 2009 – reprezentacja Indii podczas czempionatu w Berlinie liczyła 6 zawodników. Nie zdobyła żadnego medalu

## Występy reprezentantów Indii

### Mężczyźni
| Konkurencja                | Zawodnik             | Eliminacje | Eliminacje | Półfinał | Półfinał | Finał         | Finał         |
| Konkurencja                | Zawodnik             | Wynik      | Poz.       | Wynik    | Poz.     | Wynik         | Poz.          |
| -------------------------- | -------------------- | ---------- | ---------- | -------- | -------- | ------------- | ------------- |
| Bieg na 10 000 m           | Surendra Kumar Singh |            |            |          |          | 28:35,51 SB   | 19.           |
| Bieg na 400 m przez płotki | Joseph Abraham       | DQ         |            |          |          | Nie awansował | Nie awansował |
| Chód na 20 km              | Babubhai Panucha     |            |            |          |          | 1:23:06 NR    | 20.           |

### Kobiety
| Konkurencja  | Zawodniczka          | Kwalifikacje | Kwalifikacje | Finał          | Finał          |
| Konkurencja  | Zawodniczka          | Wynik        | Poz.         | Wynik          | Poz.           |
| ------------ | -------------------- | ------------ | ------------ | -------------- | -------------- |
| Rzut dyskiem | Seema Antil          | 59,85 SB     | 15.          | Nie awansowała | Nie awansowała |
| Rzut dyskiem | Krishna Poonia       | 56,75        | 28.          | Nie awansowała | Nie awansowała |
| Siedmiobój   | Sushmitha Singha Roy |              |              | 4983           | 26.            |